# Diamantrugschildpad
De diamantrugschildpad, ook wel diamantrug of diamantrugmoerasschildpad (Malaclemys terrapin) is een schildpad uit de familie moerasschildpadden (Emydidae).
De diamantrugschildpad komt voor in Noord-Amerika langs de Atlantische kust; grofweg van noordelijk de stad Boston tot zuidelijk in het zuiden van Texas. De diamantrugschildpad is aangepast op een leven in brakwater tot zoutwater en in tegenstelling tot alle andere moerasschildpadden wordt zoetwater gemeden. De schildpad heeft verschillende aanpassingen om het lichaam van zout te ontdoen en van water te voorzien.
De schildpad heeft een bruine tot zwarte of grijze kleur en opvallend gegroefde hoornschilden op het rugschild waaraan de Nederlandse naam te danken is. De huid van de kop en poten is wit tot lichtgrijs van kleur en heeft kleine zwarte vlekjes, nooit strepen zoals bij veel andere moerasschildpadden het geval is. De schildpad is een vleeseter die ook wel aas eet maar voornamelijk jaagt op kleine prooidieren, ook is wel beschreven dat soms plantendelen worden gegeten. De schildpad heeft verschillende vijanden zoals zoogdieren en vogels maar wordt voornamelijk bedreigd door de mens. In het verleden was het vlees van de schildpad erg populair als voedsel, de soort was vroeger algemeen maar werd door de jacht in sommige streken bijna uitgeroeid.
De diamantrugschildpad wordt al sinds lange tijd in gevangenschap gekweekt, zowel door commerciële schildpaddenfarms als door particulieren. Hierdoor is er veel bekend over de biologie en levenswijze. Tegenwoordig is de diamantrugschildpad in veel streken beschermd. De soort duikt nog weleens op in de handel in exotische dieren en wordt in gevangenschap gehouden.

## Verspreiding en habitat
De diamantrugschildpad komt voor langs de Atlantische oceaan en de Golf van Mexico, van de oostkust van de Verenigde Staten; Cape Cod (Massachusetts), tot het zuidelijke puntje in Florida Keys. In de Golf van Mexico komt de soort voor langs de kust van Florida tot Texas. Volgens sommige bronnen komt de diamantrugschildpad ook langs de kust van Mexico voor. Het zuidelijkste deel van het verspreidingsgebied van de soort is echter de Amerikaanse staat Texas.

### Habitat
De habitat van de diamantrugschildpad bestaat uit beschermde biotopen waar het zeewater binnenkomt zoals lagunes, zoute moerassen en riviermondingen en langs kustwateren. Het zoutgehalte is hier lager dan van het zeewater op open zee. Exemplaren die in gevangenschap in zoet water worden gehouden krijgen na enige tijd ontstekingen. Van in gevangenschap gehouden diamantrugschildpadden is bekend dat ze schildrot krijgen en het drijfvermogen verliezen.
Omdat de schildpad langs de kust leeft worden exemplaren van de diamantrugschildpad regelmatig aangezien voor een zeeschildpad. De schildpad leeft echter niet pelagisch (op open zee) want het zoutgehalte van zeewater zelf is te hoog. Ze zijn net als sommige zeeschildpadden in staat om overtollig zout uit te scheiden door de traanklieren, zie ook onder zoutexcretie.

## Uiterlijke kenmerken

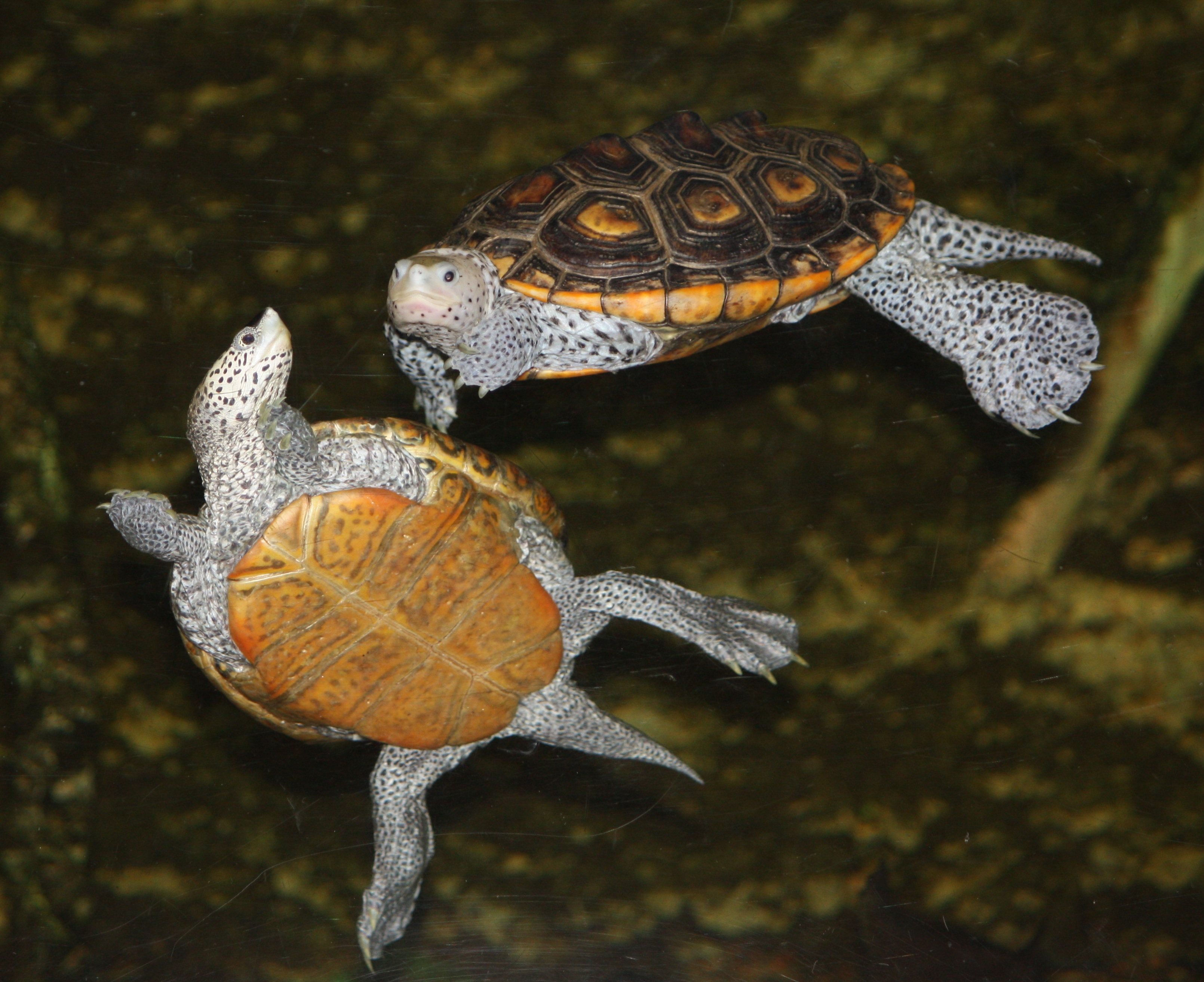
Twee zwemmende exemplaren waarbij alle lichaamsdelen duidelijk zijn te zien.

De diamantrugschildpad is een middelgrote soort die een typisch moerasschildpad-achtig uiterlijk heeft. De schildpad heeft brede poten en een relatief korte staart. De vrouwtjes worden duidelijk groter dan de mannetjes en bereiken een schildlengte tot 23 centimeter. Mannetjes blijven aanzienlijk kleiner en bereiken een schildlengte van 10 tot 14 cm.

### Kop
De kop is net als bij andere schildpadden eivormig, de ogen zijn aan de bovenzijde gelegen. De ogen zijn vrij groot en steken duidelijk uit boven de kop. De snuit is puntig en de neusgaten zijn aan de voorzijde gelegen. De verhoornde, snavelachtige bek heeft een gladde rand, hiermee kunnen de keiharde huisjes van schelpdieren worden gekraakt. De bek is zeer krachtig en kan bij oppakken beter vermeden worden. De kaken zijn lichter van kleur en neigen naar geel, ze steken af tegen de huid van de kop. De huid van de kop is anders gekleurd dan het schild, meestal witgrijs tot donkergrijs met kleine donkere vlekjes. De kop heeft nooit een strepenpatroon zoals bij veel andere moerasschildpadden voorkomt. De vrouwtjes hebben een bredere en grotere kop dan de mannetjes, ze kunnen hierdoor zelfs grotere prooidieren aan, zie ook onder voedsel.

### Schild

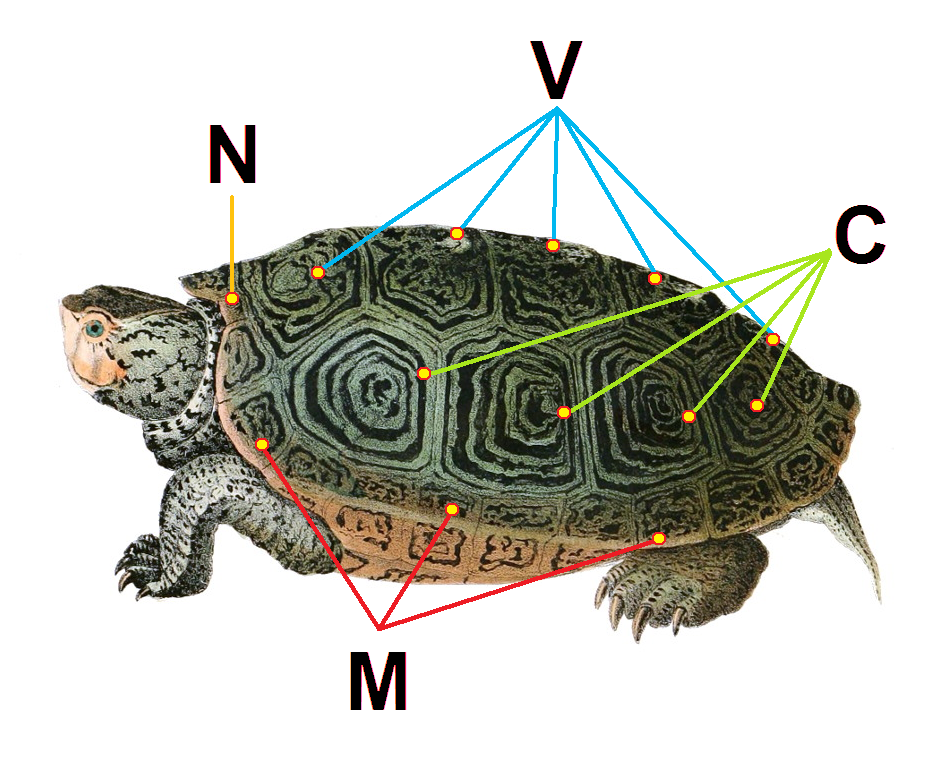
Rugschild van een diamantrugschildpad.

Net als andere schildpadden heeft de diamantrugschildpad een rugschild en een buikschild. Deze zijn aan weerszijden van het lichaam verbonden door een benen brug. Op het rugschild zijn de beenplaten aanwezig, het buikschild wordt beschermd door de buikplaten. Het schild heeft geen scharnierende delen zoals bij andere schildpadden voorkomt.
Het rugschild of carapax is diepzwart tot bruin of groen van kleur. Het schild is van bovenaf gezien het breedst op het midden van het lichaam. Het schild heeft een lichte lengtekiel op het midden, waarvan de hoogte variabel is. De schildpad is eenvoudig te herkennen aan de gecompliceerde structuur van de hoornschilden op het rugschild. De hoornschilden op de rug zijn meervoudig concentrisch gegroefd waardoor ieder schild een opvallend reliëf heeft. Het midden van ieder hoornschild komt hierdoor omhoog. De hoornschilden vanwege de regelmatige structuur denken aan ingelegde stenen. De hoornschilden van het rugschild bestaan uit verschillende typen die in de tekening rechts zijn weergegeven. De schilden op het midden van het schild worden de vertebrale schilden (V) genoemd, dit zijn er altijd vijf. Aan weerszijden van de vertebrale schilden zijn de costale schilden (C) gelegen, dit zijn er vier aan iedere zijde en acht in totaal. De hoornschilden aan de rand van het schild zijn kleiner en talrijker; dit zijn de marginale schilden (M). De schildpad heeft 24 marginale schilden, waarvan er één duidelijk afwijkt, dit is de schild achter de kop. Dit wordt het nuchale schild (N) genoemd en is het enige enkelvoudige rugschild.
Het buikschild of plastron is groenig tot geel van kleur. Ieder buikschild heeft een tekening van kleine, langwerpige zwarte vlekjes die doen denken aan een vlampatroon. De schilden aan de buikzijde zijn meestal ongekleurd of voorzien van donkere vlekjes. Ze hebben nooit zo'n levendige tekening als de rugschilden en ook een reliëf ontbreekt.

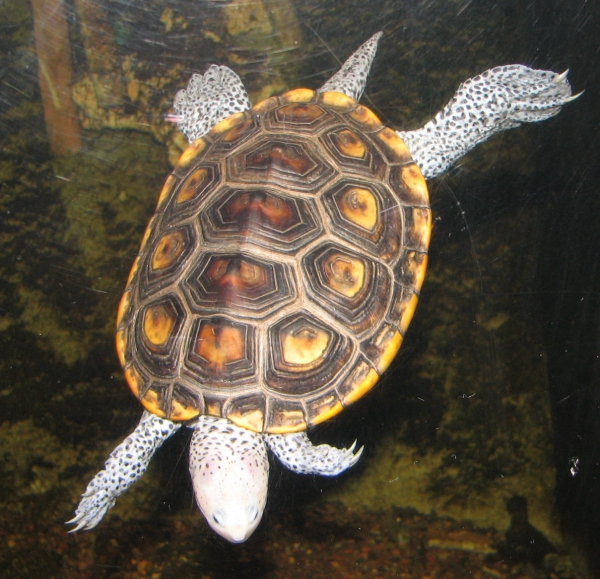
De achterpoten zijn veel groter dan de voorpoten.

### Poten en staart
De poten eindigen in stevige klauwen die zijn voorzien van zwemvliezen en lange nagels. De poten hebben nooit strepen maar zijn altijd gevlekt, in tegenstelling tot veel andere moerasschildpadden. De zwemvliezen aan de voorpoten zijn normaal ontwikkeld, maar die aan de achterpoten zijn sterk vergroot. Ook de achterpoten zelf zijn aanmerkelijk groter dan de voorpoten, in combinatie met de zwemvliezen wordt zo het oppervlak sterk verbreed want dient om beter te zwemmen. De voorpoten worden gebruikt om zich op het land te hijsen en door de mannetjes worden de van nagels voorziene klauwen eveneens gebruikt om op het vrouwtje te klimmen tijdens de paring.
De staart is bij de mannetjes duidelijk langer dan bij vrouwtjes. Daarnaast is de staartbasis van mannetjes breder en is hun cloaca of geslachtsopening net achter de schildpunt gelegen, dus buiten het schild. Bij de vrouwtjes is de geslachtsopening juist voor de schildpunt gepositioneerd, onder het rugschild.

### Onderscheid met andere soorten
De diamantrugschildpad leeft in een groot areaal waar verschillende andere moerasschildpadden voorkomen. Bekende soorten die in de Verenigde Staten leven zijn de roodbuikschildpadden uit het geslacht Pseudemys en de soorten die tot het geslacht Trachemys behoren, waartoe de bekende roodwangschildpad (Trachemys scripta elegans) behoort. Daarnaast komen de landkaartschildpadden uit het geslacht Graptemys veel voor en ten slotte zijn de twee soorten bijtschildpadden te vinden in het areaal; de bijtschildpad (Chelydra serpentina) en de alligatorchelydra (Macrochelys tenminckii). Deze laatste twee zijn niet verwarren vanwege de enorme kop en juist kleine schild. Met alle andere moerasschildpadden is de diamantrugschildpad eveneens niet te verwarren, omdat de diamantrugschildpad nooit streeptekeningen heeft en daarnaast nooit felle kleuren op de kop of het schild. Dit is een onderscheidend kenmerk met alle andere soorten moerasschildpadden binnen het verspreidingsgebied.

## Thermoregulatie en waterhuishouding

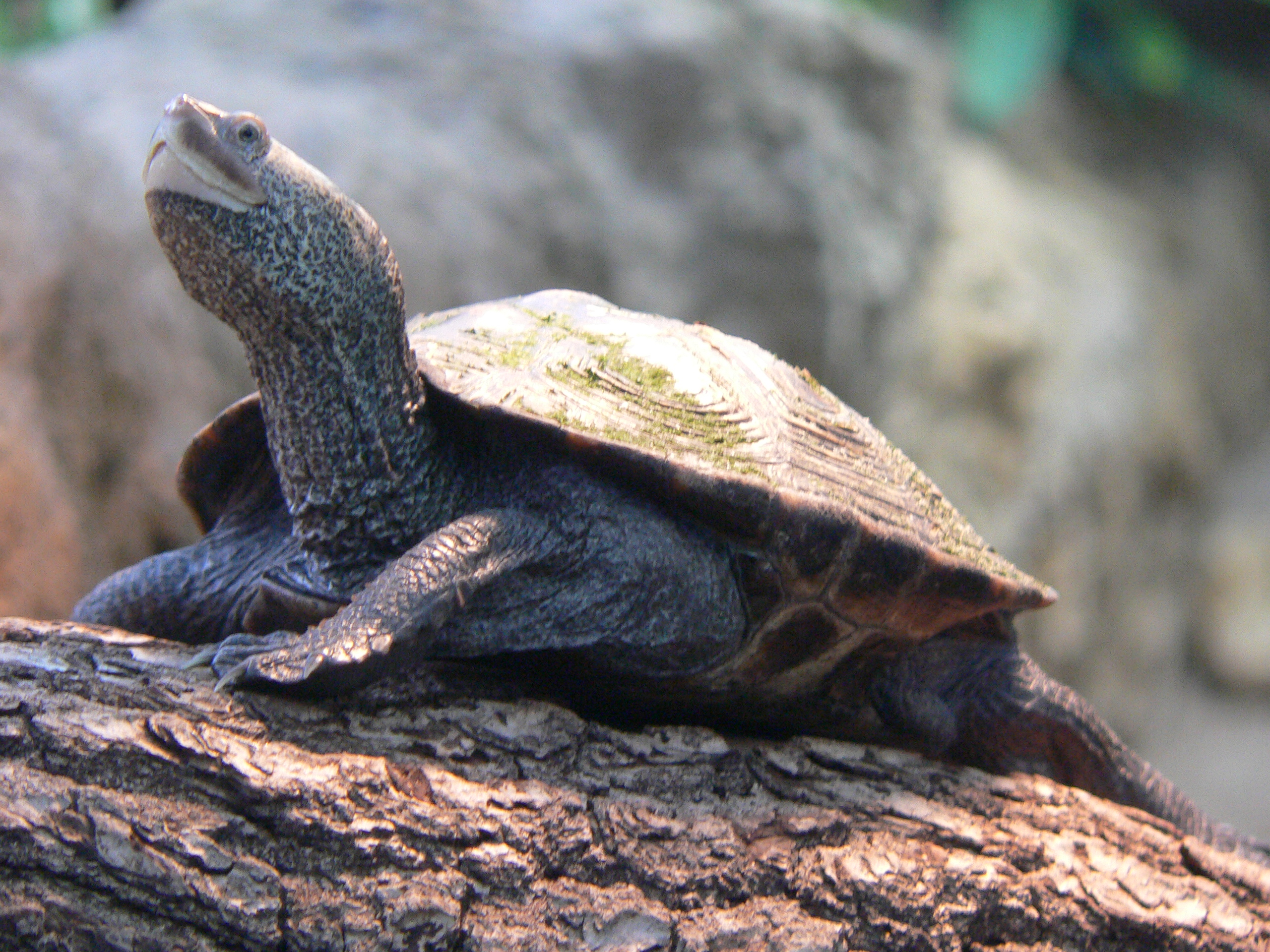
Een zonnende diamantrugschildpad.

Net als andere schildpadden is de diamantrugschildpad koudbloedig en moet zich opwarmen in de zon. De diamantrugschildpad is dan ook dagactief, s nachts wordt gescholen in de modderbodem van het water. De diamantrugschildpad komt zelden aan land, alleen de vrouwtjes leggen soms enige afstand over land af om bij een geschikte nestplaats te komen. In een aantal delen van het verspreidingsgebied is de winterperiode te koel om actief te blijven, de schildpad houdt dan een winterslaap in het water. De schildpad blijft hier op de bodem in de modder tot de winter voorbij is. Als het weer gedurende de winter wat zachter wordt kan de winterslaap tijdelijk worden onderbroken.
De schildpadden neemt graag een zonnebad en blijft hierbij dicht bij de over of klimt op boven het water uitstekende objecten. Door te zonnen stelt de schildpad zich wel bloot aan vijanden en ook gaat het zonnebaden ten koste van andere activiteiten zoals het zoeken naar voedsel. Voor de schildpad is het handhaven van een hogere lichaamstemperatuur echter belangrijker. Door de lichaamstemperatuur te verhogen wordt de schildpad sneller, en kan alerter reageren op vijanden. Daarnaast versnelt een hogere lichaamstemperatuur de spijsvertering aanzienlijk.
Lange tijd werd gedacht dat het nemen van een zonnebad slechts een functie heeft in de thermoregulatie, het blijkt echter ook een rol te spelen in het handhaven van de waterhuishouding. Omdat de schildpad in een relatief zoute omgeving leeft, krijgt het dier veel zout binnen. Tijdens het zonnen komt er geen water binnen maar worden wel concentreerde zouten afgescheiden in de vorm van tranen en urine. Hierdoor vervult het zonnen ook een rol bij het handhaven van het vochtgehalte van het lichaam.
De diamantrugschildpad behoort tot de moerasschildpadden, die vaak uitgesproken zoetwaterbewoners zijn en leven in rivieren in het binnenland. De diamantrugschildpad echter is een uitzondering en is een echte kustbewoner. De schildpad heeft zich gespecialiseerd in het leven in brakwater tot zout water dat nauwelijks zoeter is dan zeewater. Dit in tegenstelling tot vrijwel alle andere soorten moerasschildpadden, die soms wel brakwater tolereren maar absoluut niet tegen zout water kunnen.
De diamantrugschildpad heeft zich zo sterk op het brakke tot zoute kustwater aangepast dat de soort zich in zoet water zelfs niet kan ontwikkelen. De volwassen dieren mijden zoet water omdat het ongeschikt is als leefgebied. De schildpad heeft zich echter niet zo sterk aangepast dat het zout door het lichaam wordt opgenomen; het wordt verzameld en via het exocrien systeem weer uitgescheiden. De zouten worden afscheiden door de gespecialiseerde traanklieren, dergelijke goed ontwikkelde traanklieren komen bij verwante schildpadden niet voor. Vergelijkbare structuren zijn wel bekend van zeeschildpadden en krokodillen die in zee leven.
De diamantrugschildpad heeft echter zoet water nodig om het watergehalte in het lichaam aan te vullen. Als buffer heeft de schildpad kleine ruimtes tussen de cellen van de huid waarin water kan worden opgeslagen. De schildpad kent daarnaast enkele trucjes om in zout water toch aan het benodigde zoete water te komen. De schildpad kan door aan het water te ruiken bepalen of het zout (kwel)water betreft of zoet regenwater. Daarnaast weet het dier dat tijdens een regenbui het zoete (regen)water niet snel mengt met het zoute oppervlaktewater maar een tijdje blijft 'drijven'. De schildpad drinkt dan van het bovenste laagje water, ook wordt de bek tijdens een regenbui opengesperd om de regendruppels op te vangen. Als de schildpad langere tijd in zouter water verblijft wordt er minder voedsel opgenomen, zodat ook minder zout het lichaam binnenkomt.

## Voedsel en vijanden

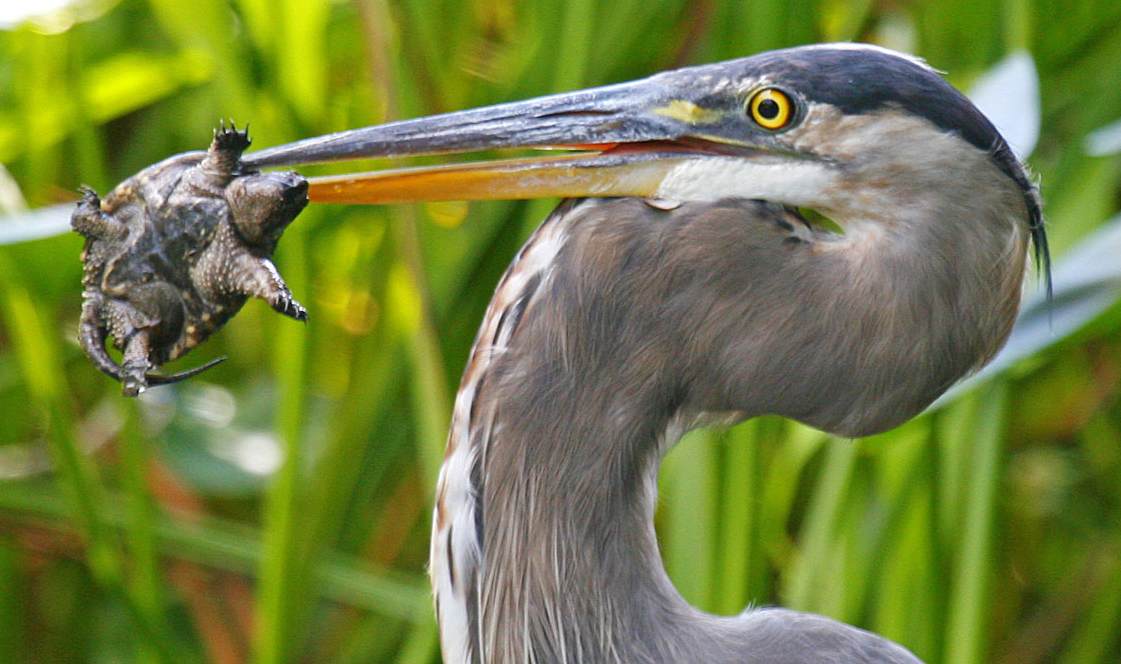
Vogels zijn belangrijke vijanden van jonge schildpadden, hier valt een jonge bijtschildpad ten prooi aan een reiger.

De diamantrugschildpad heeft kaken die gespecialiseerd zijn in het kraken van harde prooien, zoals huisjesslakken en tweekleppigen. Ze zijn echter zeer opportunistisch en eten alles wat ze tegenkomen. Ook kadavers van andere dieren worden gegeten, en ook plantendelen staan op het menu. De schildpad is echter hoofdzakelijk een carnivoor die op prooien jaagt. De diamantrugschildpad eet voornamelijk slakken en tweekleppigen, kleine kreeftachtigen zoals garnalen, eendenmosselen en krabben en wormen. Van in gevangenschap beschreven dieren is beschreven dat ze vrijwel alles als voedsel aannemen.
Van de diamantrugschildpad is bekend dat de vrouwtjes een ander menu hebben dan de mannetjes. De mannetjes zijn ongeveer de helft kleiner dan de vrouwtjes en hebben een kleinere kop; mannetjes eten relatief kleine en zachte prooien. De vrouwtjes worden veel groter en hebben een grotere en bredere kop. Ze zijn in staat om harde prooien te kraken zoals slakken en tweekleppigen. Ook zeer harde zeeslakken kunnen door de vrouwtjes worden gekraakt, zoals de alikruik Littoraria irrorata die net als de schildpad langs de kust van de Golf van Mexico leeft.
Belangrijke vijanden van de volwassen schildpad zijn vogels zoals kraaien en rovende zoogdieren zoals wasberen en stinkdieren. Vrouwtjes die een nest aan het graven zijn, zijn extra kwetsbaar voor aanvallen van wasberen.
De eieren van de schildpad worden door verschillende dieren opgegraven en gegeten. Zelfs sommige planten vormen een bedreiging voor de eieren, zoals de grassoort Ammophila brevilingulata. De wortels van dergelijke grassen dringen de nestkamer binnen en overwoekeren de eieren. De jonge schildpadjes hebben veel meer vijanden omdat ze kleiner en zachter zijn. Roofvissen en verschillende vogels zoals meeuwen en reigers grijpen veel jongere schildpadden. Volwassen schildpadden zijn voor deze vogels te groot en kunnen zich verweren.

## Voortplanting en ontwikkeling
De kleine mannetjes bereiken geslachtsrijpheid na ongeveer drie jaar, de vrouwtjes doen hier maar liefst zes jaar over. De voortplantingstijd begint in de lente en de eieren worden afgezet in de zomer. In de voortplantingstijd laten de vrouwtjes zich onder het wateroppervlak drijven wat de mannetjes lokt. Van de mannetjes is beschreven dat ze van achteren aan komen zwemmen en met de neus langs de cloaca van het vrouwtje strijken. Als ze zich niet beweegt volgt de paring en als ze wegzwemt achtervolgt het mannetje haar en probeert alsnog te paren. De mannetjes hebben een uitstulpbare penis die voorzien is van borstelige haken, het geheel lijkt op een bloem. Een deel hiervan wordt ingebracht bij het vrouwtje,zodat het mannetje zich verankert tijdens de paring in het vrouwtje.
Het vrouwtje kan het sperma opslaan, zodat het onder betere omstandigheden kan worden gebruikt. Er is een waarneming bekend van een vrouwtje van de diamantrugschildpad dat drie jaar nadat het mannetje van haar werd gescheiden een bevrucht legsel produceerde.

### Ei

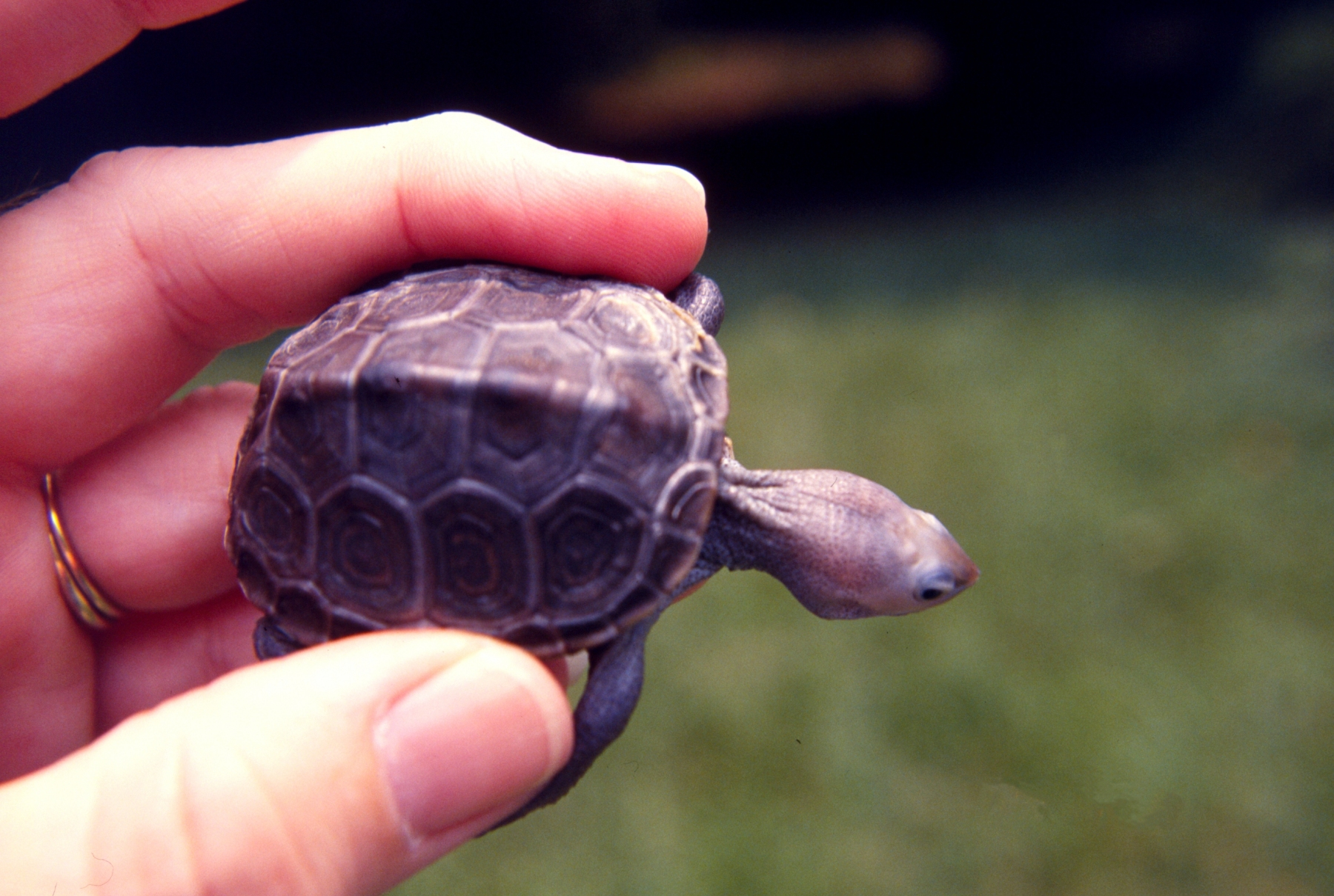
De juvenielen hebben een duidelijke rugkiel die na verloop van tijd verdwijnt.

Als de eieren voldoende zijn ontwikkeld om ze af te zetten wordt een nest gegraven in zanderige grond. De vrouwtjes weten feilloos de plaatsen te vinden die boven de vloedlijn liggen want als de eieren onder water komen te staan verdrinken de embryo's. Als nestplaatsen worden meestal kust- of rivierduinen en oevers van rivieren en moerassen gebruikt. De nesten zijn flesvormig en bestaan uit een loodrecht tunneltje dat uitmondt in een eierkamer die tot 10 centimeter breed kan zijn.
Het aantal eieren dat een vrouwtje in het nest deponeert verschilt sterk en kan uiteenlopen van 4 tot 22 eieren per legsel. Daarnaast is ook het aantal legsels dat jaarlijks wordt afgezet variabel. De vrouwtjes graven ten minste twee nesten per jaar maar vermoed wordt dat ze jaarlijks tot vijf nesten produceren. In het zuidelijke deel van het verspreidingsgebied zijn de eieren van de schildpad groter, maar er worden gemiddeld minder eieren geproduceerd.
De eieren zijn ovaal van vorm en hebben een dunne maar harde, kalkachtige schaal. De schaal is kwetsbaar en heeft een witte kleur met een roze zweem. Het ei van de diamantrugschildpad is ongeveer 2,5 tot 4 centimeter lang en 1,5 tot 3 centimeter breed. De incubatietijd duurt ongeveer twee tot meer dan drie maanden. Net als andere schildpadden kent de diamantrugschildpad een temperatuursafhankelijke geslachtsbepaling. Dit wil zeggen dat het geslacht van de jongen niet erfelijk wordt bepaald maar afhankelijk is van de omgevingstemperatuur. Bij een nesttemperatuur van 27,2 tot 28,9 komen er voornamelijk vrouwtjes uit de eieren, en bij een nesttemperatuur van 25 tot 26 graden ontstaan vooral mannetjes. Als de temperatuur hiertussen schommelt komen er zowel mannetjes als vrouwtjes uit het ei. De ondergrens is ongeveer 22 graden C, bij een lagere temperatuur sterven de meeste embryo's.
De eieren komen meestal uit aan het eind van de zomer waarna de juvenielen zich verspreiden. Er is echter ook beschreven dat de jonge schildpad uit het ei kruipt aan het eind van de zomer maar gedurende de gehele winter in de nestkamer blijft om pas de volgende lente tevoorschijn te komen.

### Juvenielen
De jonge schildpadden of juvenielen hebben een schildlengte van 2,5 tot 3,5 centimeter. Ze hebben al direct de kenmerkende concentrische hoornschildgroeven van de ouderdieren. Ze zijn echter veel kleiner en hebben een verhoudingsgewijs grotere kop en langere staart. De juvenielen zijn verder te herkennen aan het rondere schild, de vijfhoekige gele vlekken op ieder hoornschild, deze vervagen naarmate de dieren ouder worden. Ook de fijne geel-oranje strepen langs de binnenzijde van de hoornschilden, en de wit-grijze strepen aan de buitenzijde van de schilden vervagen, terwijl het reliëf op de hoornschilden juist sterker wordt en de basiskleur verandert van groen-bruin naar donkerbruin tot zwart. Jongere dieren hebben een opvallend zachte, witte huid met een blauwige gloed en een geconcentreerd vlekkenpatroon van kleine donkerblauwe tot zwarte vlekjes. Deze vlekjes zijn de schubben die na verloop van tijd beginnen te groeien, en de huid op de voor- en achterpoten en de bovenkant van de kop wordt na enkele jaren meer en meer bedekt door zwarte schubben. Bij de huid aan de zij- en onderkant van de kop gebeurt dit niet; hier blijven de schubben klein.
De juvenielen leven de eerste jaren wat verder stroomopwaarts in zoeter water. Ze houden zich vaak op onder lagen zeewier of drijvend afval. De jonge schildpadden hebben een opstaande rand aan de bovenzijde van het schild. Deze zogenaamde kiel is op het midden van het schild gepositioneerd. Bij de subadulte exemplaren vervaagt deze opstaande kiel en bij oudere exemplaren is deze niet meer te zien.
De diamantrugschildpad heeft in het wild een levensverwachting van meer dan tien jaar. Van in gevangenschap gehouden dieren is bekend dat ze veel ouder kunnen worden maar deze dieren staan niet bloot aan vijanden en natuurlijk verval. Van een ouder exemplaar dat in het wild werd gevangen is bekend dat het nog 17 jaar in gevangenschap heeft geleefd.

## In de cultuur

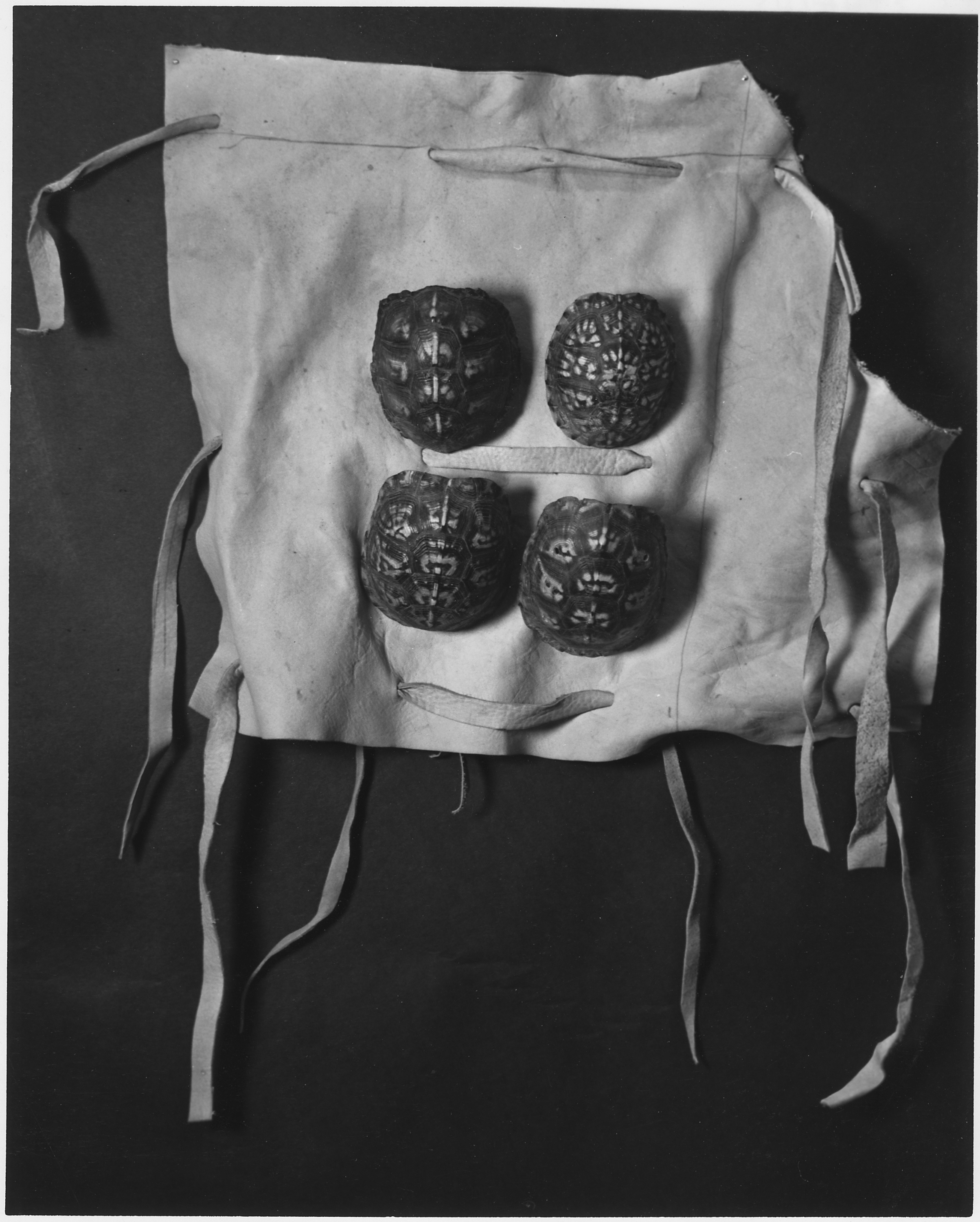
De schilden werden verwerkt in ratels die gebruikt worden bij het dansen.

Van de tientallen schildpadden die in de Verenigde Staten voorkomen is de diamantrugschildpad een van de bekendste soorten. Dit is met name te danken aan het feit dat het vlees van de schildpad vroeger als delicatesse werd beschouwd. De diamantrugschildpad wordt op verschillende manieren bedreigd door activiteiten van de mens, het is echter een van de vele soorten schildpadden die bijna is uitgeroeid doordat het vlees van de schildpad populair werd als voedsel bij de moderne mens.
In vroeger tijden was de diamantrugschildpad al een belangrijk onderdeel van het menu van de oorspronkelijke bewoners van Noord-Amerika. Deze maakten jacht op de diamantrugschildpad voor het vlees, maar ook werden de schilden gebruikt als een soort ratel-achtig muziekinstrument die door vrouwen rond het been werd gedragen.
Er zijn ook nog andere soorten schildpadden in de VS waarvan het vlees populair is, zoals verschillende weekschildpadden (Trionychidae). De diamantrugschildpad was echter in grote aantallen voorhanden en is makkelijker te vangen dan de weekschildpadden, die op de bodem van rivieren leven en zich zelden laten zien. Tegenwoordig wordt de soort beschermd door wetgeving maar eeuwen geleden was de schildpad vaak op het menu te vinden. Oorspronkelijk aten de kolonisten de schildpad zoals de lokale bevolking deed; de dieren werden in hun geheel geroostrerd op kolen. Later werd de schildpad meer als gourmetvlees bereid, zoals in een stoofpotje. Een bekend recept is schildpad met room en sherry. Het vlees werd ook wel verwerkt in schildpadsoep. In 1891 werd voor 40 ton aan diamantrugschildpadden gevangen.
Het vlees van de schildpad was ook zeer populair als voedsel door de eerste settelers omdat de schildpad zo algemeen voorkwam. Ze waren gemakkelijk te vangen en er werden zo vele exemplaren 'geoogst'. Het schildpaddenvlees werd zelfs aan de slaven gegeven. Er is zelfs een slavenopstand beschreven waarbij de slaven eisten dat ze minder schildpadvlees te eten zouden krijgen. De jacht op de dieren is tot in de jaren 50 van de twintigste eeuw doorgegaan. De soort was rond 1905 bijna uitgestorven omdat er op zeer grote schaal jacht op werd gemaakt.
De prijs van de diamantrugschildpad is door het vlees -dat als zeer smakelijk wordt ervaren- altijd zeer hoog geweest. Het vlees van de diamantrugschildpad was zelfs eens het duurste schildpaddenvlees ter wereld. De Amerikaanse herpetoloog Archie Carr omschreef de smaak van het vlees als niet echt bijzonder; hij ontkende niet dat het vlees lekker was maar vond het niet beter smaken als het goedkopere vlees van weekschildpadden. In die tijd werd voor een diamantrugschildpad 7 dollar betaald terwijl een even grote weekschildpad een waarde had van slechts 40 dollarcent. Van alle ondersoorten is Malaclemys terrapin rhizophorarum tegenwoordig de zeldzaamste.

## Bescherming

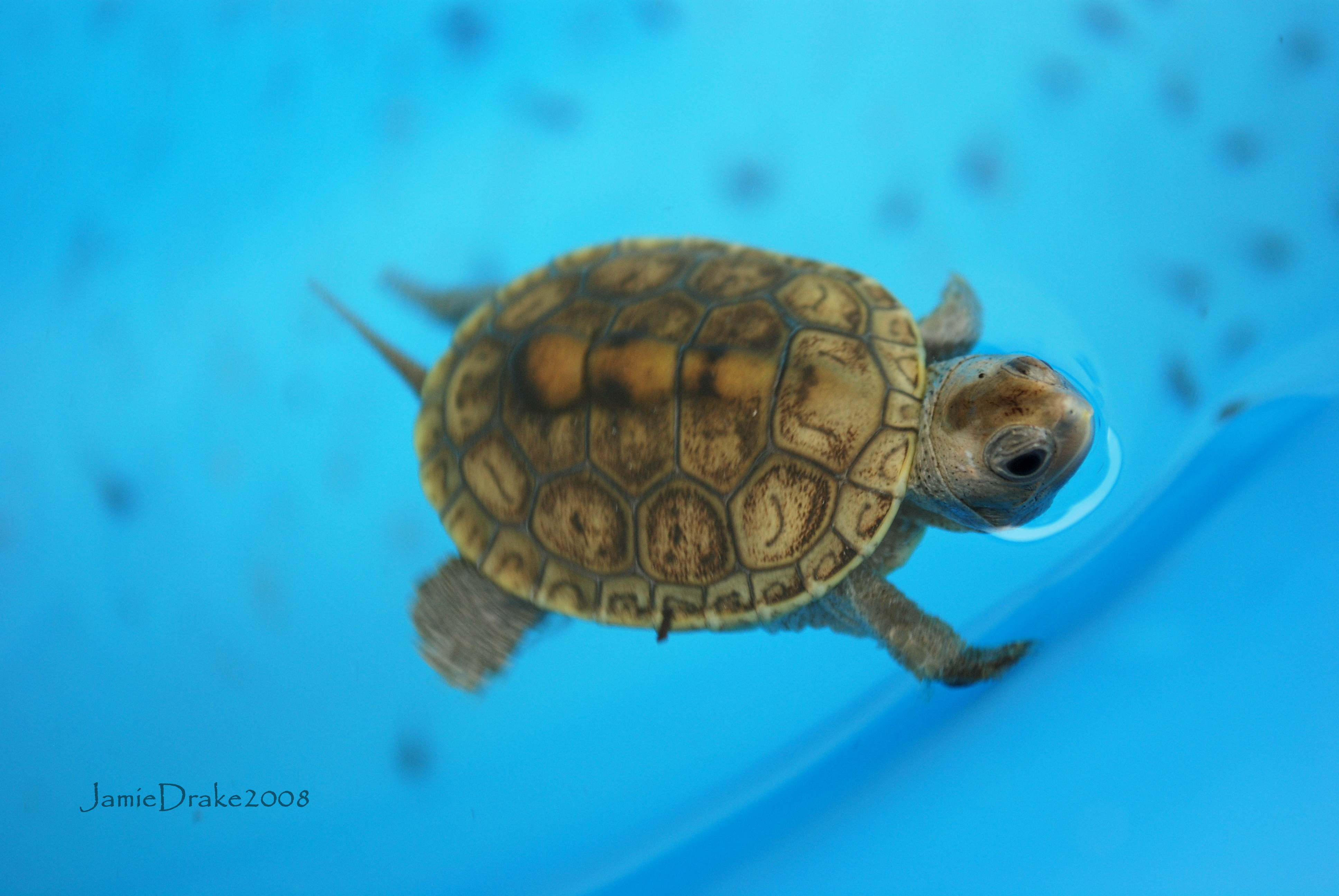
Jonge schildpadden worden in gevangenschap opgekweekt.

De diamantrugschildpad is tegenwoordig niet meer zo algemeen als vroeger en wordt beschermd door wetgeving. De jacht op de schildpadden is tegenwoordig niet zo'n grote factor meer maar er zijn ook andere menselijke gevaren voor de schildpad. De kuststreken waarin de soort leeft zijn aantrekkelijk als leefgebied voor de mens en het toerisme. Een bekend voorbeeld zijn paling- en krabbenfuiken, waar de schildpadden in zwemmen om bij het aas te komen. Vele diamantrugschildpadden zijn zo al verdronken, en een bijkomend probleem is dat vaak alleen de kleinere mannetjes in de fuikopening kunnen zwemmen. Als er te veel mannetjes verdrinken wordt de sexratio van de schildpad verstoord omdat er een vrouwtjesoverschot ontstaat. Met name de verlaten krabbenfuiken vormen een gevaar omdat deze langere tijd blijven liggen. In een enkele fuik werden eens 94 dode diamantrugschildpadden aangetroffen van de ondersoort Malaclemys terrapin centrata. In veel staten is tegenwoordig een zogenaamde turtle excluder device verplicht in iedere fuik, dit is een soort klep waardoor de schildpadden de fuik kunnen verlaten maar de te vangen dieren niet.
Andere bedreigingen zijn gemotoriseerde vaartuigen in het water en het verkeer op het land. Veel verkeersslachtoffers zijn vrouwtjes op zoek naar een geschikte nestlocatie, de mannetjes komen nooit zover landinwaarts.
De diamantrugschildpad komt alleen voor in de Verenigde Staten en omdat iedere Amerikaanse staat eigen regel mag uitvaardigen kan de beschermingsgraad per staat verschillen.

## Naamgeving en taxonomie
De diamantrugschildpad werd voor het eerst wetenschappelijk beschreven door Johann David Schoepf in 1793. De auteursnaam wordt ook wel als Schoepff gespeld.
De Nederlandse naam diamantrugschildpad slaat op het karakteristieke rugschild, deze naam wordt ook in veel andere talen gebruikt, zoals het Engelse 'diamondback terrapin, het Noorse 'diamantskilpadde' en het Duitse 'Diamantschildkröte'.
Het geslacht Malaclemys is monotypisch en wordt alleen vertegenwoordigd door de soort Malaclemys terrapin; de diamantrugschildpad. Van alle andere moerasschildpadden is de diamantrug het sterkst verwant aan de landkaartschildpadden uit het geslacht Graptemys.
De soort is onderverdeeld in zeven ondersoorten waarvan er zes ondersoorten al sinds lange tijd werden erkend, omdat ze in verschillende gebieden voorkwamen. Malaclemys terrapin tequesta werd pas in 1955 beschreven als meest recent erkende ondersoort. Een van de indianenvolkeren die leefden in het gebied waar een ondersoort van de diamantrugschildpad voorkomt zijn de Tequestaindianen. Deze oorspronkelijke bewoners zijn geëerd in een wetenschappelijke benaming van een van de diamantrugschildpadden; de ondersoort Malaclemys terrapin tequesta is naar deze indianenstam vernoemd.

### Ondersoorten
De ondersoorten verschillen voornamelijk in uiterlijk en verspreidingsgebied. In de onderstaande tabel zijn de naam, de auteur, de verspreiding en de onderscheidende kenmerken van de verschillende ondersoorten weergegeven.
| Verschillen tussen de ondersoorten             | Verschillen tussen de ondersoorten                                                                           | Verschillen tussen de ondersoorten | Verschillen tussen de ondersoorten |
| ---------------------------------------------- | --- | --- | ---------------------------------- |
| Naam                                           | Verspreiding                                                                                                 | Kenmerken |                                    |
| Malaclemys terrapin centrata Latreille, 1802   | Georgia, Florida, North Carolina, South Carolina                                                             | Grijze tot witte kop met kleine tot grotere zwarte vlekken. Rugschild vrij glad, buikschild is oranje tot witachtig van kleur, soms met donkere vlekken. |                                    |
| Malaclemys terrapin littoralis Hay, 1904       | Texas | Buikschild geel tot oranje, op het rugschild blijft de kiel op het midden lang zichtbaar. De vrouwtjes hebben van alle ondersoorten de grootste kop.     |                                    |
| Malaclemys terrapin macrospilota Hay, 1904     | Florida | Rugschilden zwart met een lichter midden, buikschild variabel van geheel zwart tot oranje.                                                               |                                    |
| Malaclemys terrapin pileata Wied, 1865         | Alabama, Florida, Louisiana, Mississippi, Texas                                                              | Buik- en rugschild zwart, grote knobbels op het midden van het rugschild. Kop wit tot grijs met kleine tot grotere donkere vlekken.                      |                                    |
| Malaclemys terrapin rhizophorarum Fowler, 1906 | Florida keys                                                                                                 | Donkerbruine rugschilden met een lichter midden. Lage kiel op het midden van het schild. Kop witachtig met grote donkere vlekken.                        |                                    |
| Malaclemys terrapin tequesta Schwartz, 1955    | Florida | Donker van kleur, witte kop met zwarte vlekke, poten meestal zwart. De kaakranden zijn bruin van kleur.                                                  |                                    |
| Malaclemys terrapin terrapin Schoepff, 1793    | Connecticut, Delaware, Massachusetts, New Jersey, New York, North Carolina, Maryland, Rhode Island, Virginia | De meest variabele ondersoort, moeilijk te onderscheiden.                                                                                                |                                    |